# Aulacophora nigripalpis
Aulacophora nigripalpis es un coleóptero de la familia Chrysomelidae.
Fue descrita científicamente por primera vez en 1959 por Chen & Kung.